# Acraea subfulva
Acraea subfulva är en fjärilsart som beskrevs av Eltringham 1912. Acraea subfulva ingår i släktet Acraea och familjen praktfjärilar. Inga underarter finns listade i Catalogue of Life.